# Handball-Bayernliga 1981/82
Die Handball-Bayernliga 1981/82 wurde unter dem Dach des „Bayerischen Handballverbandes“ (BHV) organisiert und ist die höchste Spielklasse des Landesverbandes Bayern. Die Bayernliga ist nach der Handball-Bundesliga, der 2. Bundesliga und der Handball-Regionalliga eine der vierthöchsten Spielklassen im deutschen Handball. 

## Saisonverlauf
Die Handball-Bayernliga 1981/82 war die vierundzwanzigste Ausspielung der Handball-Bayernligasaison. Bayerischer Meister sowie Aufsteiger in die Regionalliga Süd 1982/83 war der TS 1887 Selb. Vizemeister ohne Aufstiegsrecht wurde der TSV Aichach. Meister und Aufsteiger in die Handball-Regionalliga der Frauen 1982/83 war der TV Jahn Augsburg.

### Modus
Es wurde eine Hin- und Rückrunde gespielt. Nach Abschluss der daraus resultierenden 22 Spieltage stieg der „Bayerische Meister“ in die Regionalliga Süd auf, die Plätze zehn bis zwölf mussten in die beiden Staffeln der Landesliga absteigen. Der Modus war für Männer und Frauen gleich.

## Teilnehmer und Platzierungen
Nicht mehr dabei waren die Aufsteiger TSV 1860 Ansbach, Post SV Regensburg und die Absteiger VfL Wunsiedel und TSV Zirndorf aus der Vorsaison. Neu dabei waren die sechs Aufsteiger (N) aus den Landesligen. Im Verlaufe der Saison traten zwölf Mannschaften in der Bayernliga an. 

### Abschlusstabelle
Saison 1981/82 
|     | Mannschaft               | Spiele | Punkte |
| --- | ------------------------ | ------ | ------ |
| 1.  | TS 1887 Selb (N)         | 22     | 31:13  |
| 2.  | TSV Aichach              | 22     | 27:17  |
| 3.  | ETSV 09 Landshut (N)     | 22     | 26:18  |
| 4.  | ASV Pegnitz (N)          | 22     | 25:19  |
| 5.  | TSV Gersthofen 1909 (N)  | 22     | 22:22  |
| 6.  | TSV 1846 Lohr            | 22     | 22:22  |
| 7.  | TV 1848 Erlangen         | 22     | 22:22  |
| 8.  | ASV 1863 Cham            | 22     | 21:23  |
| 9.  | TuS Fürstenfeldbruck (N) | 22     | 20:24  |
| 10. | TSV 1863 Marktoberdorf   | 22     | 19:25  |
| 11. | TB 1888 Erlangen (N)     | 22     | 18:26  |
| 12. | FC Augsburg (Handball)   | 22     | 11:33  |

(N) = neu in der Liga

Bereich des „Bayerischen Handballverbandes“ (BHV)

  Bayerischer Meister und Aufsteiger zur Regionalliga Süd 1982/83
   Für die Bayernliga 1982/83 qualifiziert

## Handball-Bayernliga (Frauen) 1981/82
- Der TV Jahn Augsburg wurde Bayerischer Meister und hat sich für die Regionalliga Süd  1982/83 (2. Liga) der Frauen qualifiziert.